# Родопська вузькоколійна залізниця
Вузькоколійна залізниця Септемврі — Добриниште або Лінія № 16 — це остання діюча лінія вузькоколійної залізниці (колія 760 мм) болгарських державних залізниць БДЖ. Вона веде з міста Септемврі через Велинград і Бансько до Добриниште. Траса проходить між гірськими масивами Рила та Родопи і закінчується на схід від гір Пірин. Загальна довжина лінії становить 125 кілометрів, середній час в дорозі — близько 5 годин.

## Історія
Залізнична лінія була побудована в кілька етапів між 1922 і 1945 роками. Перша ділянка Септемврі — Велинград була відкрита 1 серпня 1926 року. Останню ділянку Бансько — Добриниште було введено в експлуатацію 9 грудня 1945 року. Одна гілка Варвара — Пазарджик довжиною 16,6 км у 2002 році була закрита і демонтована.
Через проходження маршруту горами, цю вузькоколійку часто порівнюють із залізницями в Альпах. Однак на відміну від них лінія № 16 не електрифікована, і по ній ходять дизельні локомотиви. Туристичні групи також перевозить паровоз.
На лінії на висоті 1267 метрів знаходиться зупинний пункт Аврамово — найбільш високо розташована залізнична станція на Балканах. Уздовж траси побудовано 35 тунелів, що мають сумарну довжину 2858 метрів. Найдовший тунель (№ 32) має довжину 314 м. Між станціями Света-Петка і Черна-Места є чотири спіральних віадука.

До 1942 року пасажирські та вантажні перевезення залізничною лінією здійснювали паровози серії 50076 і 60076 (маленькі цифри позначають ширину колії). У 1942 році були введені в експлуатацію дизельні локомотиви «Ganz», які здійснювали пасажирські перевезення. З появою локомотивів «Henschel» — Kassel серії 75 експлуатація паровозів була припинена.

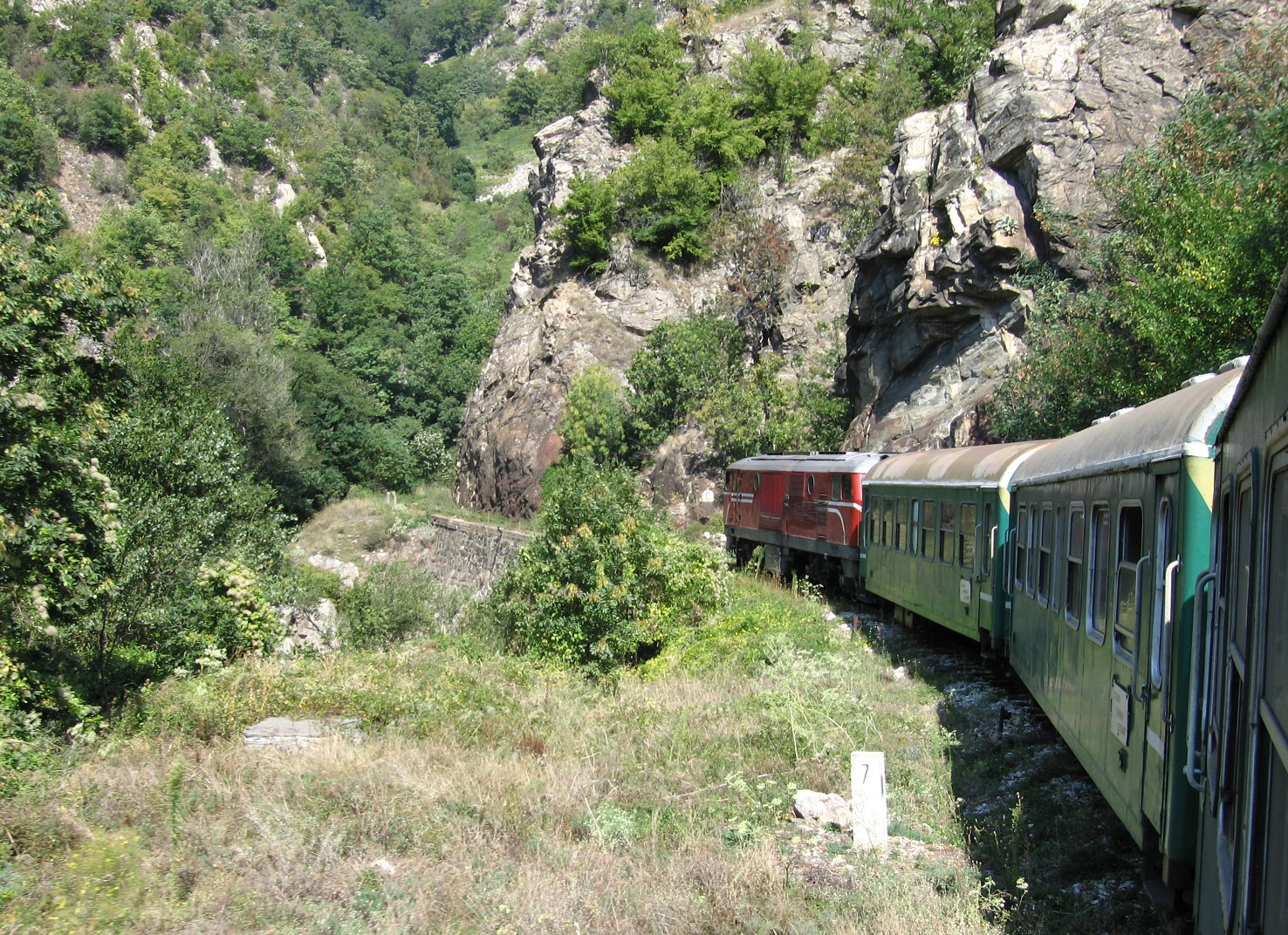
Поїзд на лінії
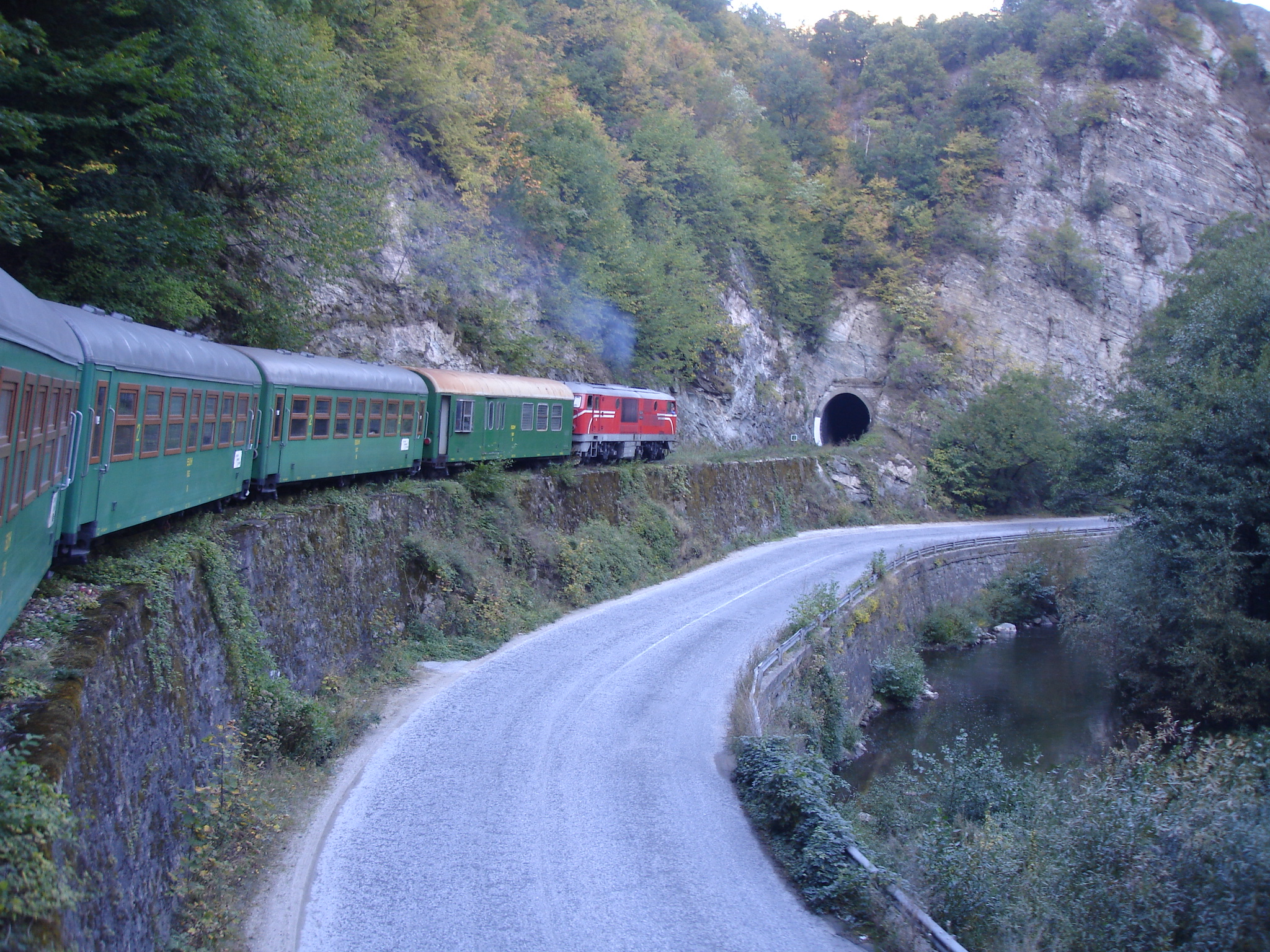
Поїзд на лінії
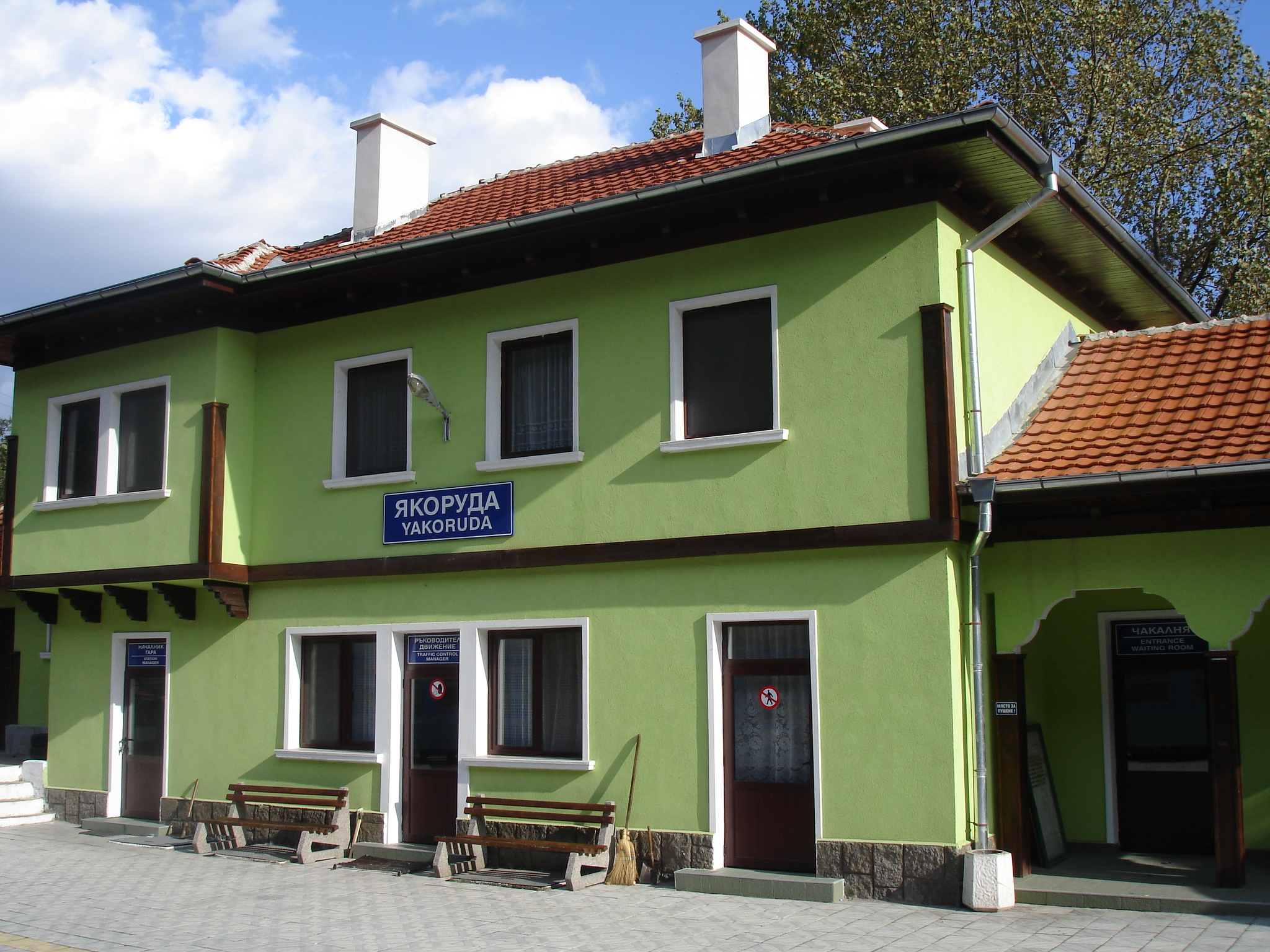
Станція Якоруда
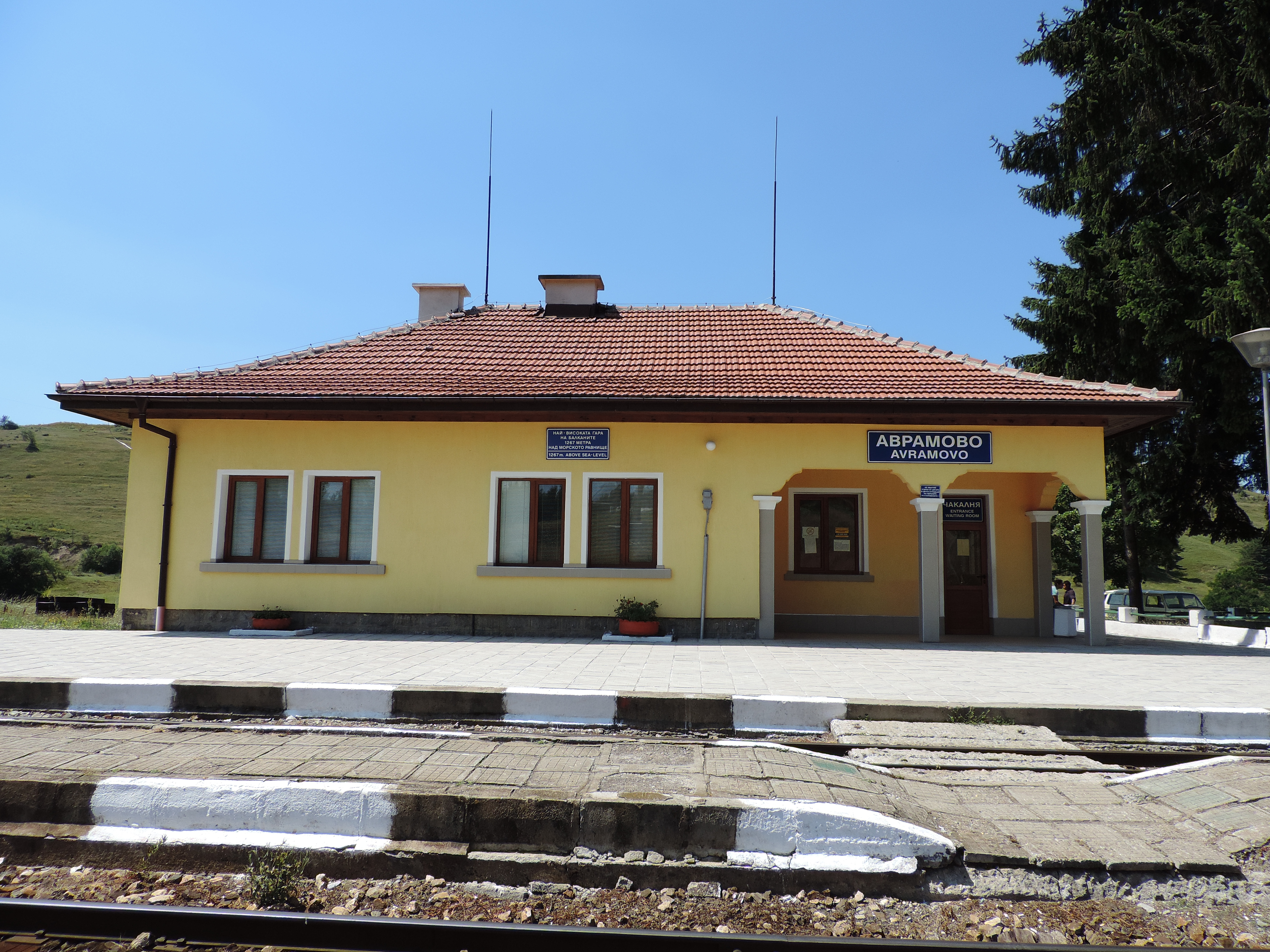
Станція Аврамово
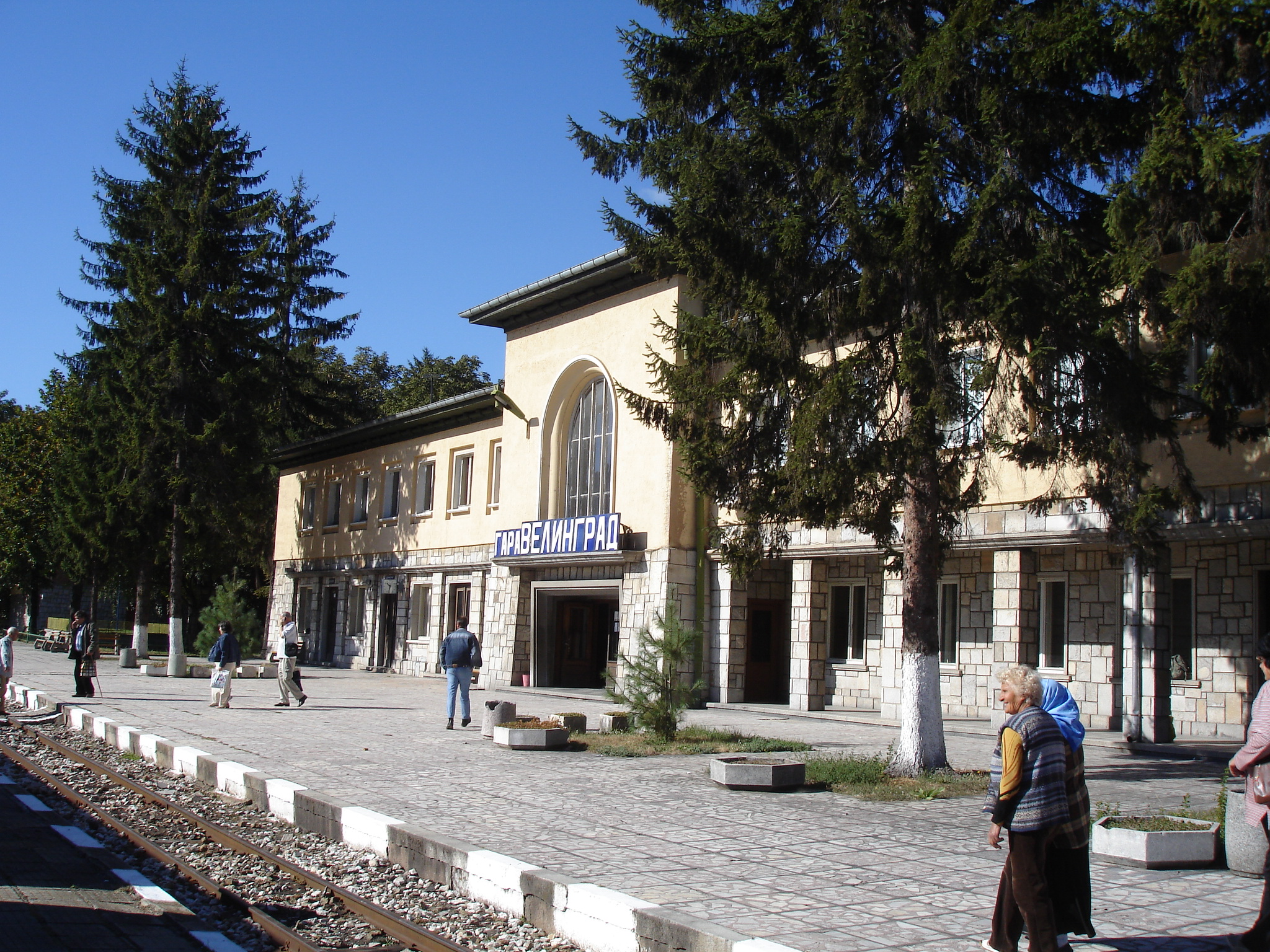
Станція Велінград
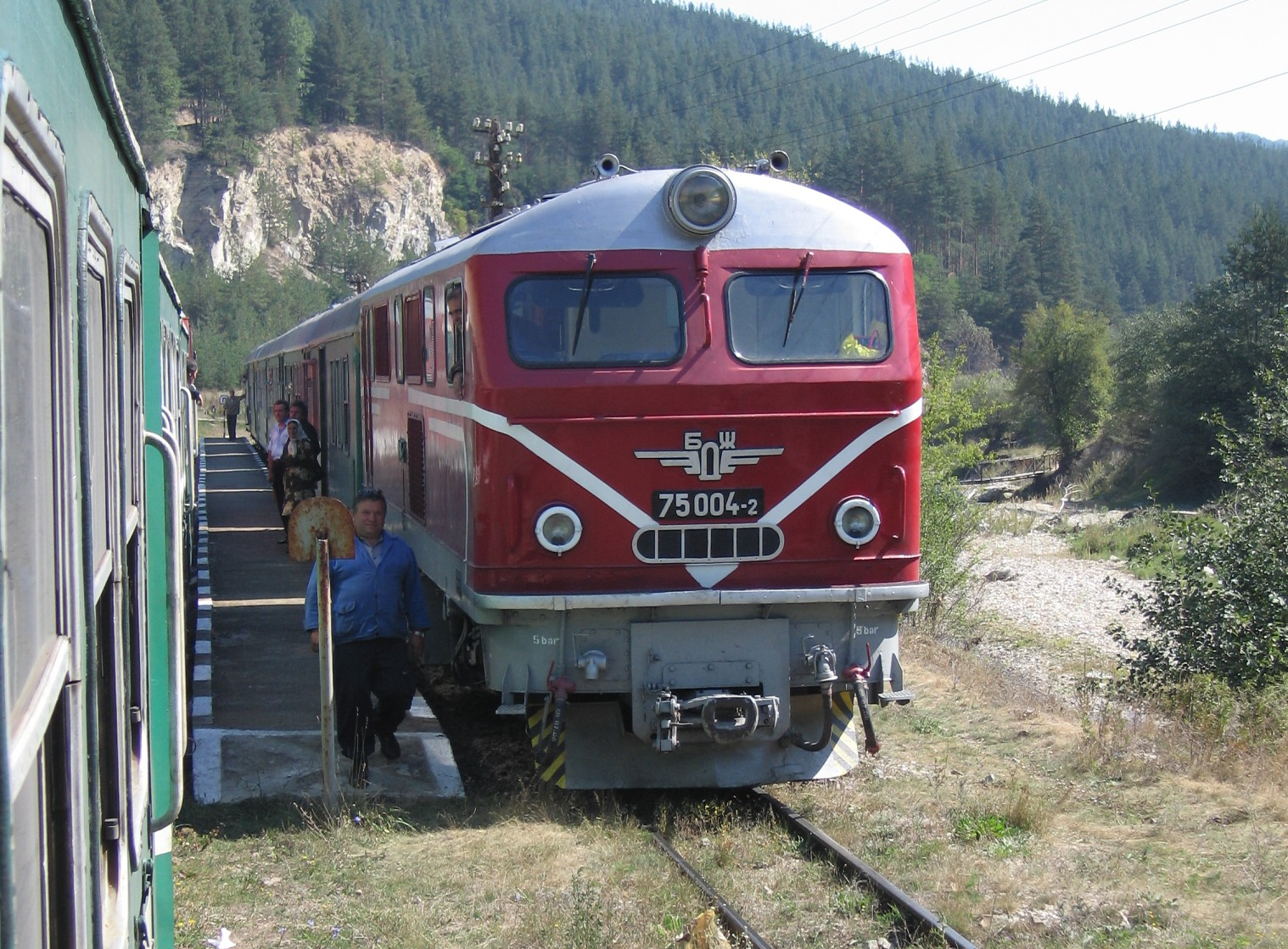
Тепловоз на лінії
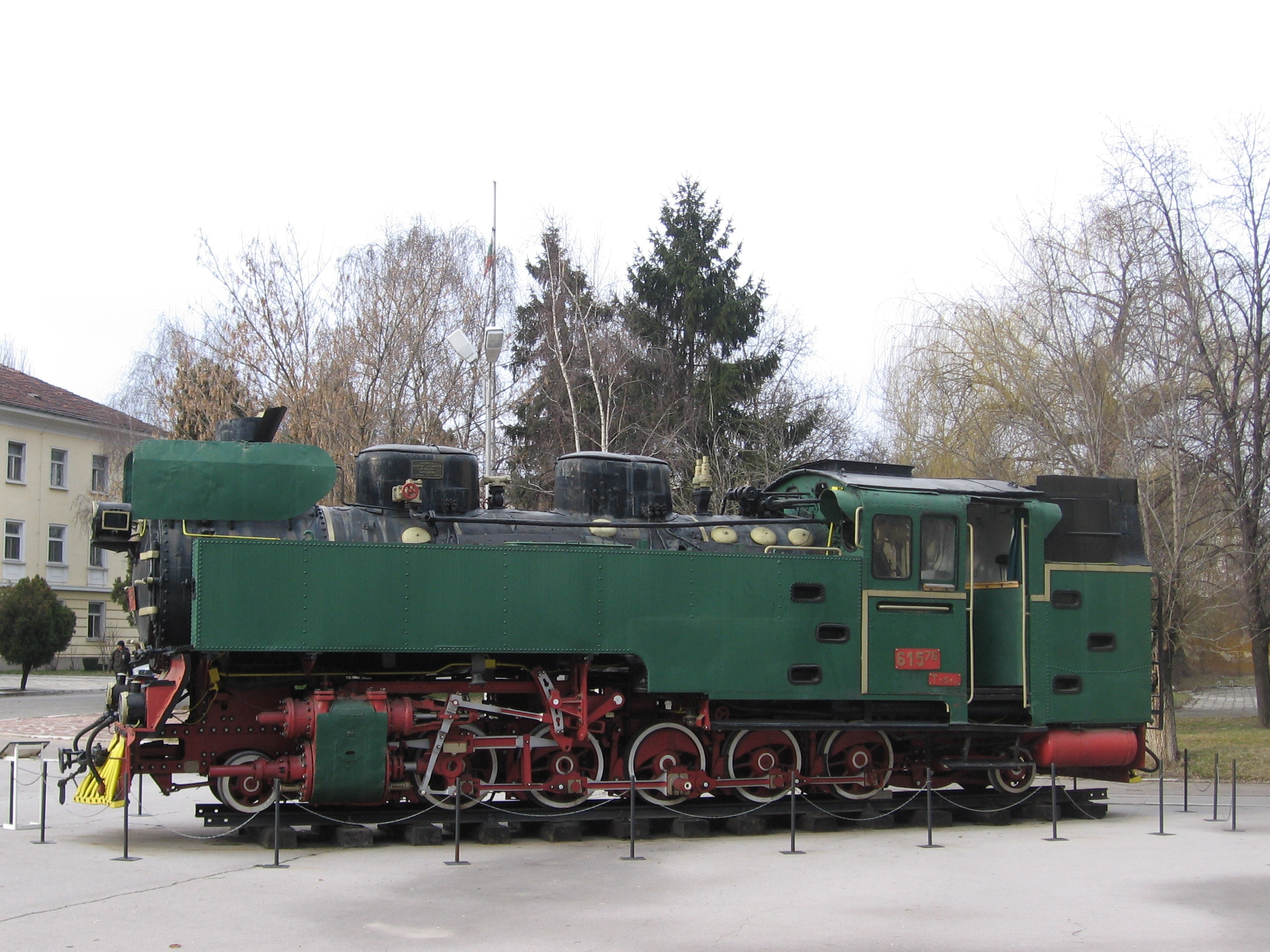
Локомотив-пам'ятник біля залізничного училища в Софії
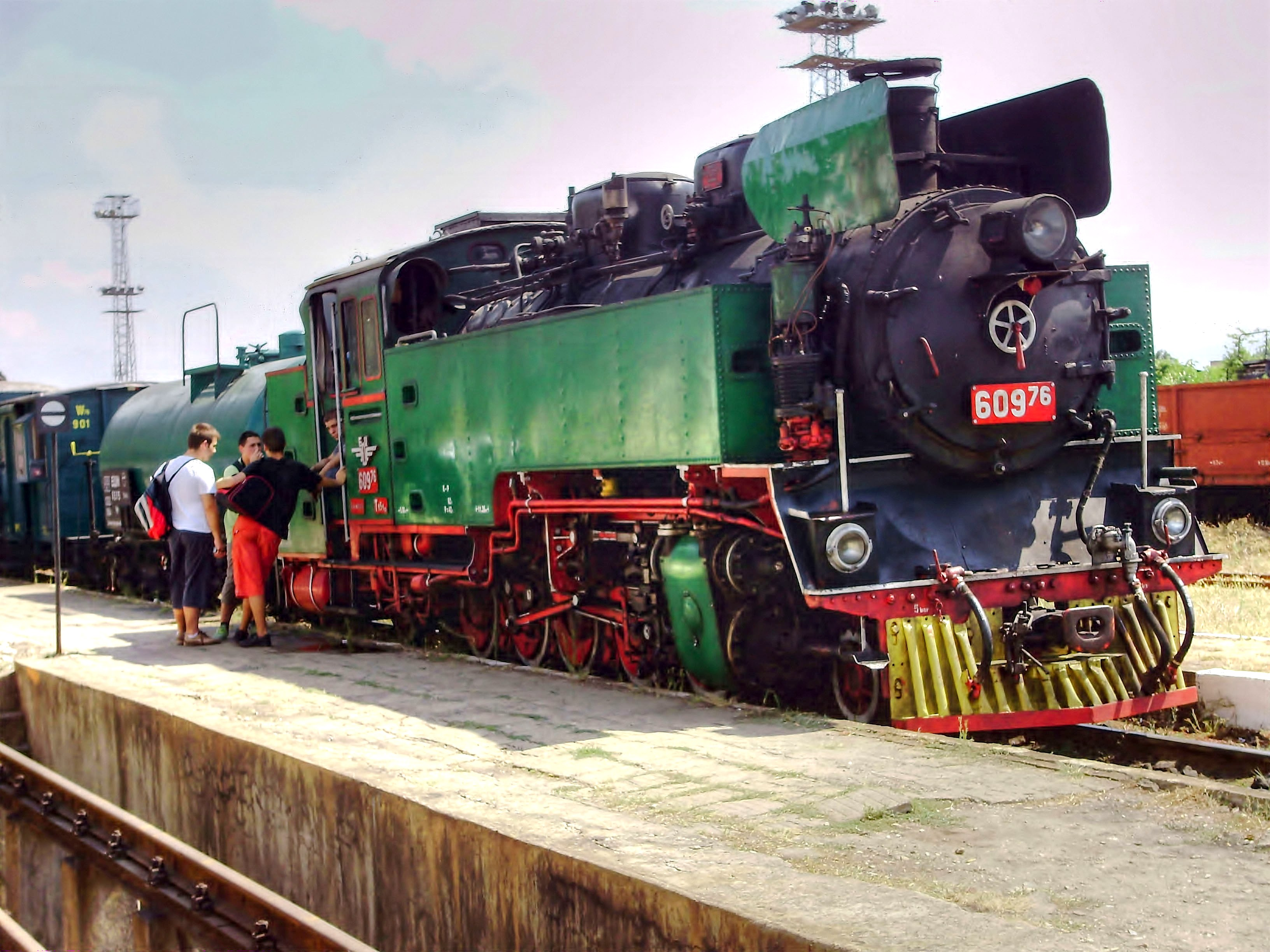
Паровоз 60976